# 198 (число)
Вижте пояснителната страница за други значения на 198.
198 (сто деветдесет и осем) е естествено, цяло число, следващо 197 и предхождащо 199.
Сто деветдесет и осем с арабски цифри се записва „198“, а с римски цифри – „CXCVIII“. Числото 198 е съставено от три цифри от позиционните бройни системи – 1 (едно), 9 (девет), 8 (осем).

## Общи сведения
- 198 е четно число.
- 198-ият ден от годината е 17 юли.
- 198 е година от Новата ера.